# ملتقى الأزهر الشريف للخط العربي والزخرفة
ملتقى الأزهر الشريف للخط العربي والزخرفة ملتقي معني بالفنون الإسلامية يقام بالجامع الأزهر الشريف يُعقد في الربع الأول من كل عام. يأتي الملتقى ضمن مبادرات الأزهر الشريف للاحتفاء بالخط العربي، وتحقيقاً للأهداف الرامية إلى المحافظة على الهوية العربية والإسلامية، وتنمية المجالات الفنية والتي تتناول التصميمات والزخارف وطرق الكتابة التي تستعمل الحروف العربية.

## تاريخ
- تم إطلاق النسخة الأولى من الملتقى في عام 2018.[4]

## أهداف الملتقى
- تنمية الوعي المجتمعي بأهمية نشر ثقافة إتقان الخط العربي.
- تشجيع الأجيال الشابة على تعلم الخط العربي وإتقانه.
- التوعية بأهمية اللغة العربية ومكانتها عالمياَ.
- الارتقاء بمستوى الاهتمام بجماليات الخط العربي، والزخارف والتصميمات.